# Nesomyrmex brunneus
Nesomyrmex brunneus  (лат.) — вид мелких муравьёв рода Nesomyrmex (Formicidae) из подсемейства Myrmicinae. Название происходит от слова «коричневый», brunneus (так как, они в основном коричневого цвета).

## Распространение
Мадагаскар.

## Описание
Мелкие муравьи (длина около 3 мм) буровато-чёрного цвета, похожие на представителей рода Leptothorax, обитающие в тропических лесах на высотах 25–800 м. Отличаются от близких видов тёмной окраской, более гладкой поверхностью головы и её размерами (CS > 620 μm).  
Усики 12-члениковые с булавой из 3 сегментов. Жвалы с 5 зубцами. Проподеум округлый, без явных шипиков. Брюшко гладкое и блестящее. Стебелёк между грудкой и брюшком состоит из двух члеников: петиолюса и постпетиолюса (последний четко отделен от брюшка), жало развито.
Вид был впервые описан в 2016 году американскими энтомологами Шандором Чёзем (Sándor Csősz) и Брайеном Фишером (Brian L. Fisher; Entomology, California Academy of Sciences, Сан-Франциско, Калифорния, США) по материалам из Мадагаскара. Включён в видовую группу Nesomyrmex brevicornis, для которой по характерна глубокая мезопроподеальная бороздка и древесный образ жизни.